# Teppei Natori
Teppei Natori (Japans: 名取　鉄平) (Prefectuur Yamanashi, 11 september 2000) is een Japans autocoureur. Hij wordt gesteund door Honda. In 2021 werd hij kampioen in de Super Formula Lights.

## Carrière
Natori maakte zijn autosportdebuut in 2017, toen hij voor het team Buzz International deelnam aan twee raceweekenden van het Japanse Formule 4-kampioenschap. Op het Suzuka International Racing Course, de tweede van deze weekenden, behaalde hij zijn beste resultaat met een zesde plaats in de tweede race. Hoewel hij niet alle races reed, eindigde hij met 14 punten als dertiende in het kampioenschap als de beste coureur die een deeltijdprogramma in de klasse reed.
In 2018 maakte Natori zijn fulltime debuut in de Japanse Formule 4 voor het team Honda Formula Dream Project. Hij won drie races op het Okayama International Circuit, de Sportsland SUGO en de Twin Ring Motegi. Met 231 punten eindigde hij achter zijn teamgenoot Yuki Tsunoda als tweede in het kampioenschap in een strijd die pas in de laatste race van het seizoen werd beslist.
In 2019 maakte Natori zijn Formule 3-debuut in het nieuwe FIA Formule 3-kampioenschap, waarin hij uitkwam voor het team Carlin Buzz Racing. Hij kende een lastig seizoen, waarin hij met een achtste plaats op Spa-Francorchamps zijn enige kampioenschapspunt scoorde. Hij eindigde hiermee op plaats 24 in het klassement.
In 2020 keerde Natori terug naar Japan, waar hij deelnam aan het eerste seizoen van de nieuwe Super Formula Lights, waar hij reed voor het team Toda Racing. Hij kende een redelijk jaar met in totaal zes podiumfinishes. Met 54 punten werd hij achter Ritomo Miyata, Sena Sakaguchi en Kazuto Kotaka vierde in het kampioenschap. Ook zou hij dat jaar debuteren in de seizoensopener van de Super Formula op Motegi bij het team Buzz Racing with B-MAX, maar hij verscheen niet aan de start.
In 2021 reed Natori opnieuw in de Super Formula Lights, maar stapte hij over naar het team B-Max Racing. Daarnaast debuteerde hij in de GT300-klasse van de Super GT bij het Team UpGarage, waar hij een auto deelde met Takashi Kobayashi. In de Super Formula Lights behaalde hij zes overwinningen, waaronder alle drie de races op het Suzuka International Racing Course, en stond hij in vijf andere races op het podium. Met 109 punten werd hij gekroond tot kampioen in de klasse.